# 伊斯帕布丹家族
伊斯帕布丹家族或阿斯帕巴德家族（The House of Ispahbudhan or the House of Aspahbadh）是波斯萨珊王朝七个帕提亚大家族之一。自安息帝国以来，伊朗的七大家族在伊朗政治中一直扮演积极角色，在安息帝国之后的萨珊王朝期间，它们继续发挥作用。这七个家族宣称被传说中的卡扬王朝国王维斯塔斯帕确认为伊朗的领主。和萨珊人一样，他们也自称是阿契美尼德王朝的后裔。 他们还声称自己是凯扬王朝传奇人物伊斯凡迪亚尔 (Isfandiyar)的后裔，伊斯凡迪亚尔是维什塔斯帕(Vishtaspa) 的儿子，而根据琐罗亚斯德教的资料，维什塔斯帕是琐罗亚斯德的早期追随者之一。

## 起源和血统
该家族的血统可以追溯到军事元帅斯帕巴德（spahbed），并在该国担任重要职务。根据关于他们起源的浪漫传说，帕提亚/安息帝国国王弗拉特斯四世(統治時期 37–2）的女儿是阿萨息人阿斯帕布丹（Aspahbudhan）嫁给了一位“伊朗全民将军”的儿子阿斯帕布丹（Aspahpet Pahlav），他们的孩子被称为“阿斯帕佩特·帕拉夫”（Aspahpet Pahlav），后来形成了伊斯帕布丹（Ispahbudhan）氏族。 伊斯帕布丹人凭借其阿尔萨息王朝血统，声称自己是卡扬尼亚国王达拉二世和埃斯凡迪亚尔的后裔。

## 历史
在萨珊王朝统治下，伊斯帕布丹家族享有极高的地位，被尊为“萨珊王朝的亲属和伙伴”。 尽管伊斯帕布丹家族的世袭故土似乎是呼罗珊，但随着时间的推移，该家族逐渐统治了阿杜尔巴达甘的西北部地区（ kust ）（不要与同名的阿杜尔巴达甘省混淆）。 该家族包括萨珊帝国的许多权贵，与萨珊家族关系密切，例如荷姆兹五世（Farrukh Hormizd)、法鲁赫扎德 (Farrukhzad )、罗斯塔姆·法鲁赫扎德 (Rostam Farrokhzad) 、维斯塔姆(Vistahm)、伊斯凡迪亚德 (Isfandyadh)等。

### 抵抗阿拉伯人的斗争
公元651年，阿拉伯人入侵阿杜尔巴达甘，那里是伊斯帕布丹 (Ispahbudhan) 兄弟伊斯凡迪亚德 (Isfandyadh)和巴赫拉姆 (Bahram) 的领地。伊斯凡迪亚德 (Isfandyadh) 与阿拉伯人进行了一场战斗。然而，他被阿拉伯人击败并俘虏了。当伊斯凡迪亚德被囚禁时，他告诉阿拉伯将军布凯尔·本·阿卜杜拉，如果他想轻松而和平地征服阿杜尔巴达甘，就应该与他讲和。根据巴尔阿米的说法，伊斯凡迪亚兹曾说过：“如果你杀了我，整个阿杜尔巴达甘都会起来为我报仇，并向你发动战争。”这位阿拉伯将军接受了伊斯凡迪亚兹的建议，并与他讲和。然而，伊斯凡迪亚德的兄弟巴赫拉姆拒绝屈服于阿拉伯军队并继续抵抗。尽管如此，他很快就被阿拉伯人击败，并被迫逃离阿杜尔巴达甘。因此，阿杜尔巴达甘受到阿拉伯宗主权的统治。